# John Gray (Therapeut)

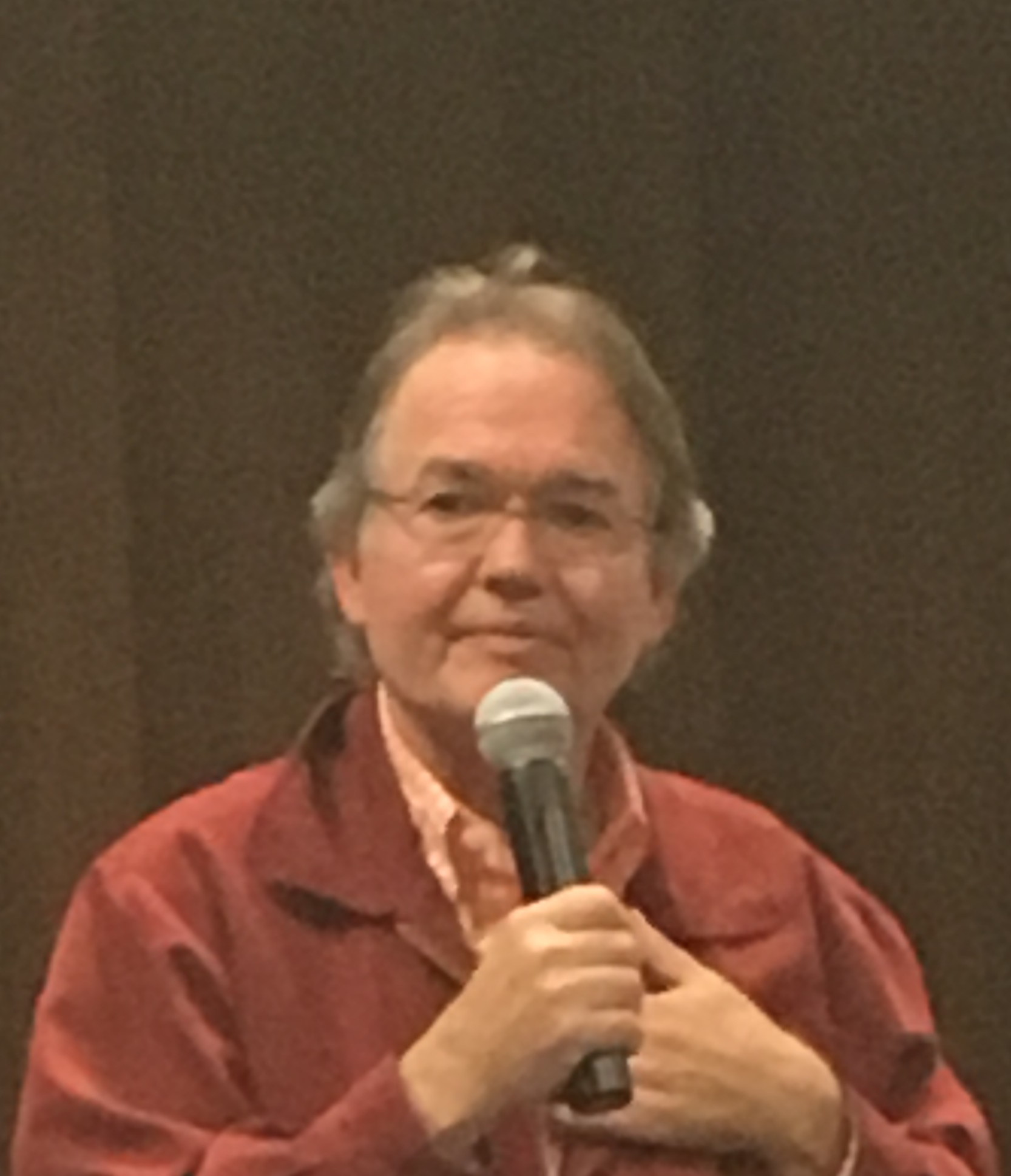
John Gray (2016)

John Gray (* 28. Dezember 1951 in Houston, Texas) ist ein US-amerikanischer Paar- und Familientherapeut.

## Leben
Gray belegte an der nicht akkreditierten Columbia Pacific University in Kalifornien ein Fernstudium in Psychologie. In Seminaren und Vorträgen widmet er sich seit über zwanzig Jahren dem Thema Kommunikation zwischen Männern und Frauen.
Gray war bis 1984 mit der Autorin Barbara De Angelis verheiratet, mit Bonnie Gray von 1986 bis zu ihrem Tod 2018 (sie starb an Krebs). Er hat drei Kinder, 2 Stiefkinder und ein Kind mit Bonnie. Seine Tochter Lauren ist wie er ein Beziehungscoach.

## Theorien und Erfolg
Gray wurde mit der Formel „Männer sind vom Mars, Frauen sind von der Venus“ (Titel seines zweiten Buches) weltberühmt. Am häufigsten werde über das andere Geschlecht geklagt, Männer könnten nicht zuhören und Frauen wollten die Männer stets verändern. Es geht Gray darum, die Unterschiede zu akzeptieren. Seine Bücher sind in über 40 Sprachen übersetzt und erreichten weltweit Millionenauflagen.
Ähnlichen Erfolg zum gleichen Thema hatten vorher die Briten Anne Moir und David Jessel mit dem Buch Brainsex. The Real Difference between Men and Women (1989, keine deutsche Übersetzung) sowie die australischen Kommunikationstrainer Allan und Barbara Pease mit Warum Männer nicht zuhören und Frauen schlecht einparken (1998, deutsch 2000). Ihren Theorien ist gemeinsam, dass sie die Unterschiede weitgehend für genetisch programmiert halten und insofern gegen die Auffassung vom sozialen Charakter von Gender sind.

## Werke
(Reihenfolge nach dem Erscheinen in den USA)
- Mars & Venus im siebten Himmel: Beziehungsschule für Männer und Frauen, Goldmann 2001, ISBN 978-3442309368 (What You Feel You Can Heal, 1984)
- Männer sind anders. Frauen auch. Männer sind vom Mars, Frauen sind von der Venus, Goldmann 1992, Taschenbuch 1998, ISBN 978-3-442-161072 (Men Are from Mars, Women Are from Venus, 1992)
- Auseinander geliebt. Wie Paare ihrer Beziehung neue Energie geben können (Men, Women and Relationships. Making Peace With The Opposite Sex, 1993)
- Mars, Venus und Eros. Männer lieben anders. Frauen auch (Mars and Venus In the Bedroom, 1995)
- Mars, Venus & Partnerschaft. Vertrautheit, Nähe und Liebe durch offene Kommunikation (Mars and Venus Together Forever, 1996)
- Mars liebt Venus. Venus liebt Mars. Wege zur erfüllten Partnerschaft – Erfahrungen aus der Praxis (Mars and Venus In Love, 1996)
- Mars sucht Venus, Venus sucht Mars – Wie Sie Ihren Seelengefährten erkennen (Mars and Venus On a Date, 1997)
- Mars und Venus – neu verliebt. Nach der Trennung den Mut für eine neue Liebe finden (Mars and Venus Starting Over, 1998)
- Jeden Tag mehr Lieben (Men Are from Mars, Women Are from Venus Book of Days, 1998)
- So bekommst du, was du willst, und willst, was du hast. Der praktische Wegweiser zu persönlichem Erfolg (How To Get What You Want and Want What You Have, 1999)
- Kinder sind vom Himmel  (Children Are from Heaven, 1999)
- Mars & Venus, Wunder werden wahr: Neun Schritte zur Entfaltung Ihres Glückspotenzials (Practical Miracles for Mars and Venus: Nine Principles for Lasting Love, Increasing Success, and Vibrant Health in the Twenty-first Century, 2000)
- Mars und Venus im Büro (Mars and Venus in the Workplace, 2002)
- Typisch Mars & Venus (Truly Mars & Venus, 2003)
- Die Mars & Venus-Diät (The Mars & Venus Diet & Exercise Solution, 2004)
- The Secret (John Gray tritt als Lehrer in diesem Dokumentarfilm auf, 2006)